# Saint-Loup-Terrier
 Saint-Loup-Terrier  es una población y comuna francesa, en la región de Champaña-Ardenas, departamento de Ardenas, en el distrito de Vouziers y cantón de Tourteron.

## Demografía
| 218 | 203 | 166 | 156 | 167 | 154 |
| Para los censos de 1962 a 1999 la población legal corresponde a la población sin duplicidades (Fuente: INSEE [Consultar]) |     |     |     |     |     |